# Tiina Rosenberg

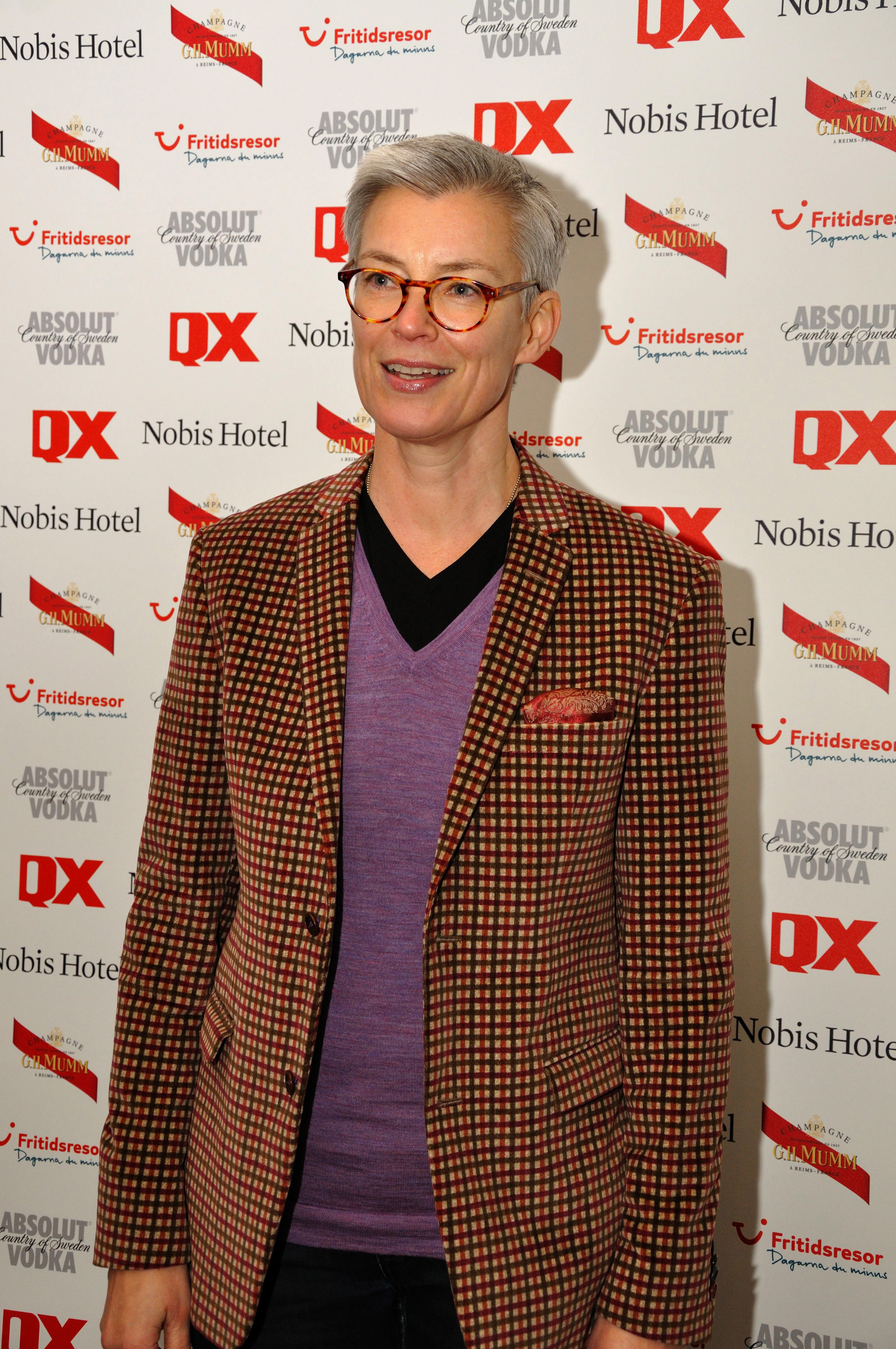
Tiina Rosenberg

Tiina Rosenberg (Helsinki, 7 juli 1958) is een Fins feministisch onderzoekster en theaterspecialiste. Zij doceert genderstudies en theaterwetenschap aan de universiteit van Stockholm.
Op 4 april 2005 was Tiina Rosenberg een van de bestuursleden die het Feministiskt initiativ voorstelde op een persconferentie in Stockholm.